# Лиддани
Лиддани (ивр. דן‎ [Дан]) — река в Израиле, левый исток Иордана, стекает с горы Хермон.
Река названа в честь города Дан, отвоёванного в эпоху судей у хананеев коленом Дана. До Шестидневной войны 1967 года река была единственным притоком Иордана, находящимся под полным контролем Израиля.
Это одна из немногих непересыхающих рек в стране.
Среднегодовой сток — 0,250 км³/год (7,927 м³/с).
На реке расположен заповедник Тель-Дан.